# Wyomia Tyus
Wyomia Tyus, född den 29 augusti 1945, är en amerikansk före detta friidrottare som under 1960-talet tävlade i kortdistanslöpning.
Tyus deltog i två olympiska spel. Hennes första var olympiska sommarspelen 1964 där hon vann guld på 100 meter. Redan i andra rundan sprang hon på 11,2 sekunder, vilket var ett tangerat världsrekord. I finalen vann hon före landsmannen Edith McGuire. Vid samma mästerskap var hon även med i det amerikanska stafettlag som blev tvåa på 4 × 100 meter.
Tyus deltog även i Olympiska sommarspelen 1968 där hon som första kvinna försvarade ett guld på 100 meter. Dessutom sprang hon sista sträckan i stafettlaget som vann guld på 4 × 100 meter. Hon var även med i finalen på 200 meter där hon slutade på sjätte plats.
Efter karriären jobbar hon bland annat för organisationen Women's Sports Foundation och som idrottscoach.